# Саудівська Аравія на літніх Олімпійських іграх 1976
Саудівська Аравія брала участь у Літніх Олімпійських іграх 1976 року у Монреалі (Канада) вдруге за свою історію, але не завоювала жодної медалі.